# 圣科隆布 (洛特省)
圣科隆布（法語：Sainte-Colombe，法語發音：[sɛ̃t kɔlɔ̃b] ⓘ）是法国洛特省的一个市镇，位于该省东部，属于菲雅克区。

## 地理
圣科隆布（44°43'24"N, 2°0'9"E）面积11.35 平方千米，位于法国奧克西塔尼大區洛特省，该省份为法国西南部内陆省份，北起顺时针与科雷兹省、康塔爾省、阿韦龙省、塔恩-加龙省、洛特-加龍省和多尔多涅省接壤。
与圣科隆布接壤的市镇（或旧市镇、城区）包括：卡尔达亚克、拉巴蒂德、蒙泰和布克萨勒、普朗代涅、萨巴代勒-拉特龙基耶尔、圣布雷苏。

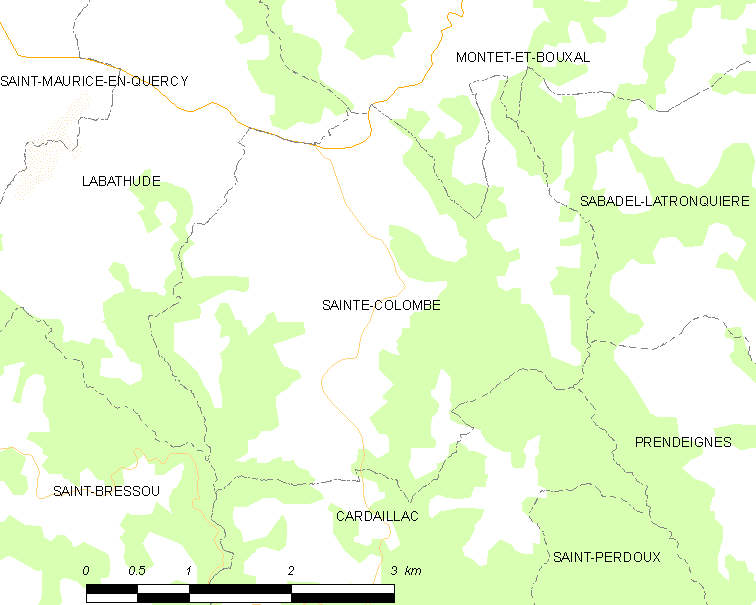
的OSM定位图

圣科隆布的时区为UTC+01:00、UTC+02:00（夏令时）。

## 行政
圣科隆布的邮政编码为46120，INSEE市镇编码为46260。

## 政治
圣科隆布所属的省级选区为拉卡佩勒马里瓦勒县。

## 人口

1962-2008年间人口变化图示

圣科隆布于2022年1月1日时的人口数量为234人。